# Ливине (Белуно)
Ливине (итал. Livinè) је насеље у Италији у округу Белуно, региону Венето.
Према процени из 2011. у насељу је живело 43 становника. Насеље се налази на надморској висини од 1481 м.